# 金沢嘉市
金沢 嘉市（かなざわ かいち、1908年10月2日 - 1986年10月10日）は、日本の教育者・教育評論家。
愛知県出身。41年の教員生活で世田谷区立祖師谷小学校校長などを務め、定年後には「児童教育研究家」の肩書で活動した。

## 経歴

### 青年時代

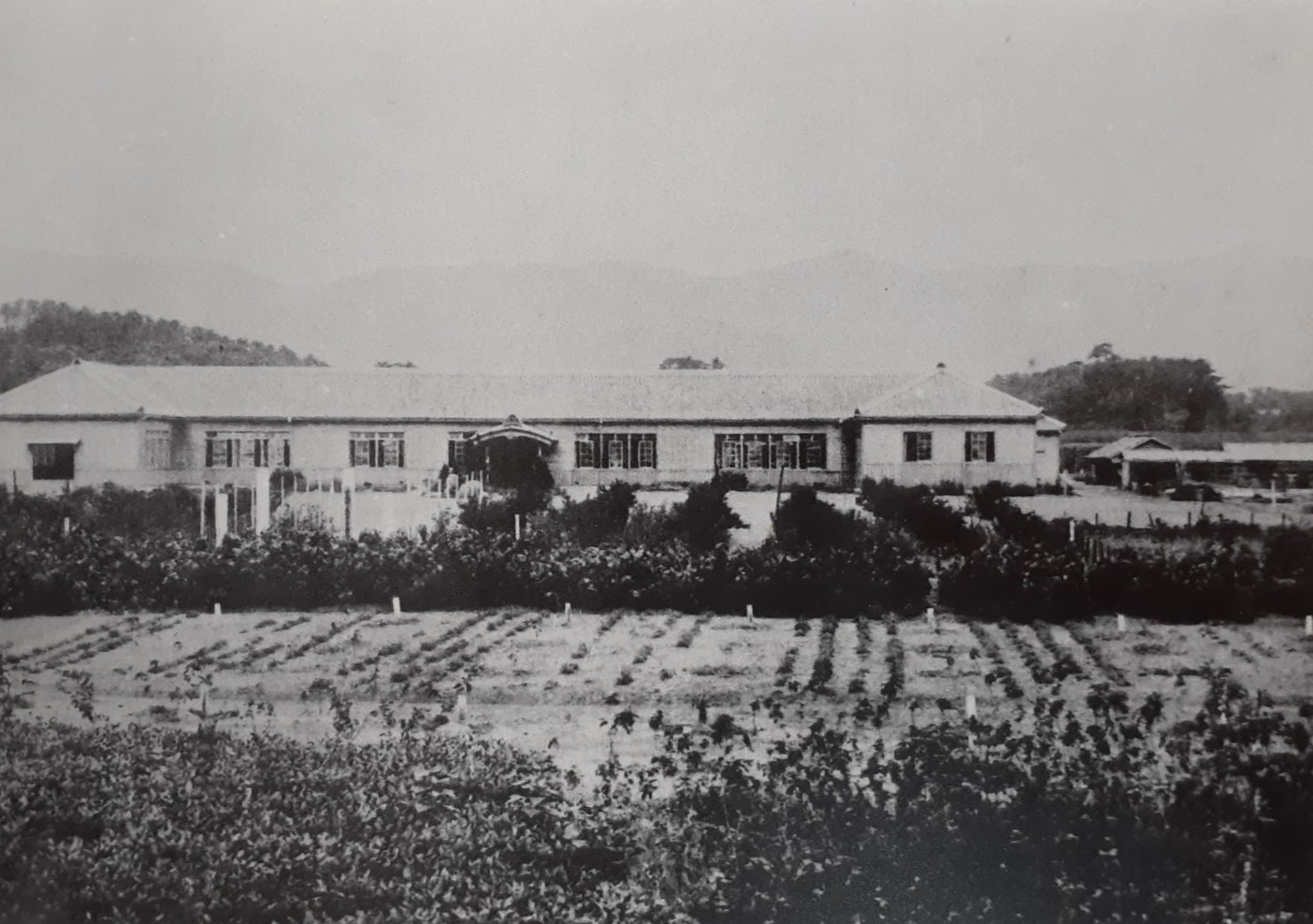
母校である宝飯郡実業学校

1908年（明治41年）10月2日に愛知県宝飯郡蒲郡町平田村（現・蒲郡市平田町）に生まれた。父親は平田村の副区長や区長を務めた。1915年（大正4年）に蒲郡町立東部小学校に入学し、1921年（大正10年）に宝飯郡実業学校（その後愛知県立蒲郡農学校に改称、現在の愛知県立蒲郡高等学校）に入学して教員の道を目指した。1927年（昭和2年）に東京の青山師範学校二部（東京学芸大学の前身）に入学し、1928年（昭和3年）に青山師範学校を卒業して小学校教師となった。

### 教員時代
まずは東京府西多摩郡多西村（現・あきる野市）の多西村立多西小学校に赴任し、1931年（昭和6年）に北豊島郡（現・豊島区）の西巣鴨第三小学校に転任した。1935年（昭和10年）に南山小学校の養護教諭だった木下イトと結婚した。1940年（昭和15年）に芝区の南桜小学校に転任した。1943年（昭和18年）に芝区の麻布中央国民学校に転任した。1944年（昭和19年）に芝区の愛高国民学校に転任した。1947年（昭和22年）に港区の港区立桜川小学校に転任した。1955年（昭和30年）に世田谷区の世田谷区立玉川小学校に教頭として転任した。
1958年（昭和33年）には50歳で世田谷区の世田谷区立祖師谷小学校の校長となり、勤務評定問題と向き合った。1962年（昭和37年）には世田谷区立三宿小学校の校長となり、学力テスト問題と向き合った。1966年（昭和41年）には世田谷区立代沢小学校の校長となり、1967年（昭和42年）には岩波書店から『ある小学校長の回想』を出版した。1968年（昭和43年）から1969年（昭和44年）には家永教科書裁判で証言を行った。1969年に定年となり、同年にはモービル児童文化賞を受賞した。

### 児童教育研究家時代
定年後には「児童教育研究家」の肩書で活発に教育評論活動を行い、さまざまな都市で講演などを行った。1972年（昭和47年）にはTBSの「母と子の教育相談」に教育評論家の丸木政臣らとともにレギュラー出演した。同年にあすなろ書房から出した『つしま丸のそうなん 沖繩の子どもたち』は、第19回産経児童出版文化賞に推薦されている。1974年（昭和49年）には学校法人明星学園の理事となった。1978年（昭和53年）には子どもの文化研究所の所長となった。1985年（昭和60年）には東京女子医科大学病院に検査入院して肺線維症と診断され、1986年（昭和61年）10月10日に清瀬市の国立療養所東京病院で死去した。78歳没。

### 死後
墓所は杉並区久我山の専光寺。死後の1988年（昭和63年）から1989年（平成元年）にはあゆみ出版から『金沢嘉市の仕事』全5巻が刊行された。死後には出身地の蒲郡市立図書館に遺族から蔵書が寄贈され、1993年（平成5年）には図書館に「金沢ヒューマン文庫」が設置された。

## 著書

### 単著
- 『ある小学校長の回想』1967　岩波新書
- 『人間にくずはない わたくしの教育信条』あすなろ書房　1967
- 『一まいの卒業証書』久米宏一絵　あすなろ書房　1969
- 『ほんとうの教育を求めて』主婦の友社　1970
- 『風の子太陽の子に 続・ほんとうの教育を求めて』主婦の友社　1974
- 『教育に生きて』毎日新聞社　1977
- 『子どもの天分を生かすために』あすなろ書房　1977
- 『子どもらに未来を』毎日新聞社　1979
- 『人間のやさしさ強さ』童心社　1981　子どもの文化双書
- 『私の教育談義』群羊社　1985
- 『ゆっくり芽を出せ柿の種 金沢先生に学ぶ』椋の木社　1987
- 『金沢嘉市の仕事』全5巻 金沢嘉市著作集編集委員会編　あゆみ出版　1988-89

### 共編著
- 『人間教師は苦悶する 真実の教育を求めて』樋口澄雄対話　誠文堂新光社　1969
- 『子ども・親・教師三つどもえの教育』丸岡秀子,遠藤豊吉共著　あすなろ書房　1972
- 『母と子の教育相談 幼児編/児童篇/中学篇』丸木政臣共著 偕成社　1974
- 『登校拒否 学校ぎらいの深層心理』丸木政臣共編　労働旬報社　1983